# Uaho
Uaho (Uahu) ist ein osttimoresisches Dorf im Suco Aissirimou (Verwaltungsamt Aileu, Gemeinde Aileu).

## Geographie
Uaho befindet sich im Südosten der Aldeia Bercati. Das Dorf liegt am Westufer des Berecali, eines Nebenflusses des Nördlichen Laclós. Kleinere Zuflüsse verlaufen westlich der Siedlung. Eine Piste verbindet Bercati mit den nördlich gelegenen Nachbardörfern Urluli und Bercati. Der Weg zur Außenwelt führt durch den Berecali, dessen Wasserstand im Wechsel zwischen Trocken- und Regenzeit stark schwankt. Am gegenüberliegenden Ufer liegt das Dorf Saboria im gleichnamigen Suco.